# Topologija zvezde
Topologija zvezde je ena izmed najbolj priljubljenih in razširjenih omrežnih topologij. 
Zgrajena je na osnovi centralnega vozla - to predstavlja stikalo, hub ali računalnik, ki deluje kot posrednik pri prenosu podatkov. Zvezda poizkuša povečati stabilnost omrežja z uvedbo centralnega vozla v katerega so povezani vsi odjemalci. V primeru, da izpade zveza med poljubnim odjemalcem in centralnim vozlom, ostanejo ostale zveze nespremenjene. Vsi odjemalci torej komunicirajo direktno le z glavnim vozlom - odgovoren je za prenos podatkov do ostalih uporabnikov omrežja.

## Prednosti
- Preprosta namestitev in razširitiev
- Dobra performansa
- Hiter, direkten prenos podatkov
- Preprosto odpravljanje napak

## Slabosti
- Draga namestitev
- Odjemalci potrebujejo dodatno strojno opremo
- Izpad centralnega vozla privede do izpada celotnega omrežja

## Glej Tudi
- Topologija vodila
- Topologija drevesa
- Topologija obroča